# 有希・マヌエラ・ヤンケ
有希・マヌエラ・ヤンケ（Yuki Manuela Janke、1986年9月29日 - ）は、ミュンヘン生まれのヴァイオリニスト。

## 略歴
ドイツ人の父アンスガー・ヤンケ（ミュンヘン国立音楽大学ピアノ科教授）と、ピアニストである日本人の母の、音楽家の家庭に生まれる。3歳からヴァイオリンとピアノを始めた。9歳の時、ドイツでソリストとしてデビュー。ザルツブルクのモーツァルテウム国立音楽大学に在籍し、イゴール・オジム教授に師事。ドイツのドイツフォルクス学術財団及びドイツ・ムジークレーベン財団の給費生。
長姉の歩・マノン・ヤンケ（1980年 - ）はピアニスト、長兄のアドリアン・ヤンケ（1981年 - ）はチェリスト、次兄のアンドレアス・純・ヤンケ（1983年 - ）はヴァイオリニスト（チューリッヒ・トーンハレ管弦楽団の第一コンサートマスター）で、この3人と共にヤンケ・ピアノ・カルテット（Das Janke-Klavierquartett）を結成している。
2006年7月CDデビュー。2012年8月よりドレスデン・シュターツカペレの第一コンサートマスター（コンサート・ミストレス）に就任した。当該オーケストラにおいて女性がコンサートマスターに就くのは史上初。2年間、同オケで務め、2015年8月にはベルリン国立歌劇場管弦楽団（シュターツカペレ・ベルリン）の客演コンサートマスターに就任した。

## 受賞歴
- ルードヴィヒ・シュポア国際ヴァイオリン・コンクール第3位[3](2001年)
- ブラームス国際コンクール優勝(2002年)
- パガニーニ国際コンクール第2位(2004年)
- ポスタッキーニ国際ヴァイオリン・コンクール優勝(2004年)
- マルトー国際ヴァイオリン・コンクール優勝(2004年)
- 仙台国際音楽コンクール第6位(2004年)
- ロン・ティボー国際コンクール第6位(2005年)
- レオポルト・モーツァルト国際ヴァイオリン・コンクール第2位(2006年)
- チャイコフスキー国際コンクール第3位(2007年)
- パブロ・サラサーテ国際ヴァイオリン・コンクール優勝(2007年)